# 横溪镇 (仙居县)
横溪镇是中国浙江省仙居县所辖的一个镇。面积200平方千米，人口4.52万人。邮编：317312。

## 历史沿革
台西门户，1958年建横溪公社，1984年改乡，1985年置镇，1992年郑桥、溪口两乡并入形成目前规模。

- 横溪之名因古时六都坑和永安溪在小埠头附近汇合后，横流于该村的西面而得名。

## 交通
- 台金高速（在下沈设有横溪出口站）
- 35省道

## 行政区划
镇政府驻地镇前路。

下辖77个行政村：横溪下街、新碧、郑岩、新罗、道士山、横溪上街、五都潘、山枣园、小埠头、溪口、乌岩头、老屋基、茶坑、后墩头、东山、上沈、俞店、溪头、下沈、朱塘岸、桥亭、张庄、蓬仙桥、支爿、下汤、下塘、余村、大道地、达山下、镇头、苍岭坑、直坑、前村、桃山、坎下、竹湖、垟山岙、后山根、大林、垟头、樟树桥、新坑、坎头、寅头、上炉、西对、王门、横岩、金村、上陈、上江垟、上徐、下徐、下陈、河塘、碧丹岩、大爿地、郑桥、西坞、程岙、西墩、龙岙、秧田、横垟、山岙、东坞、银地、三龙、垟庄、九龙、金昌、上麻、曹店、桃园、曹溪、金坑、镇东。